# Nomada piccioliana
Nomada piccioliana là một loài Hymenoptera trong họ Apidae. Loài này được Magretti mô tả khoa học năm 1883.